# Pośrednia Lalkowa Turniczka

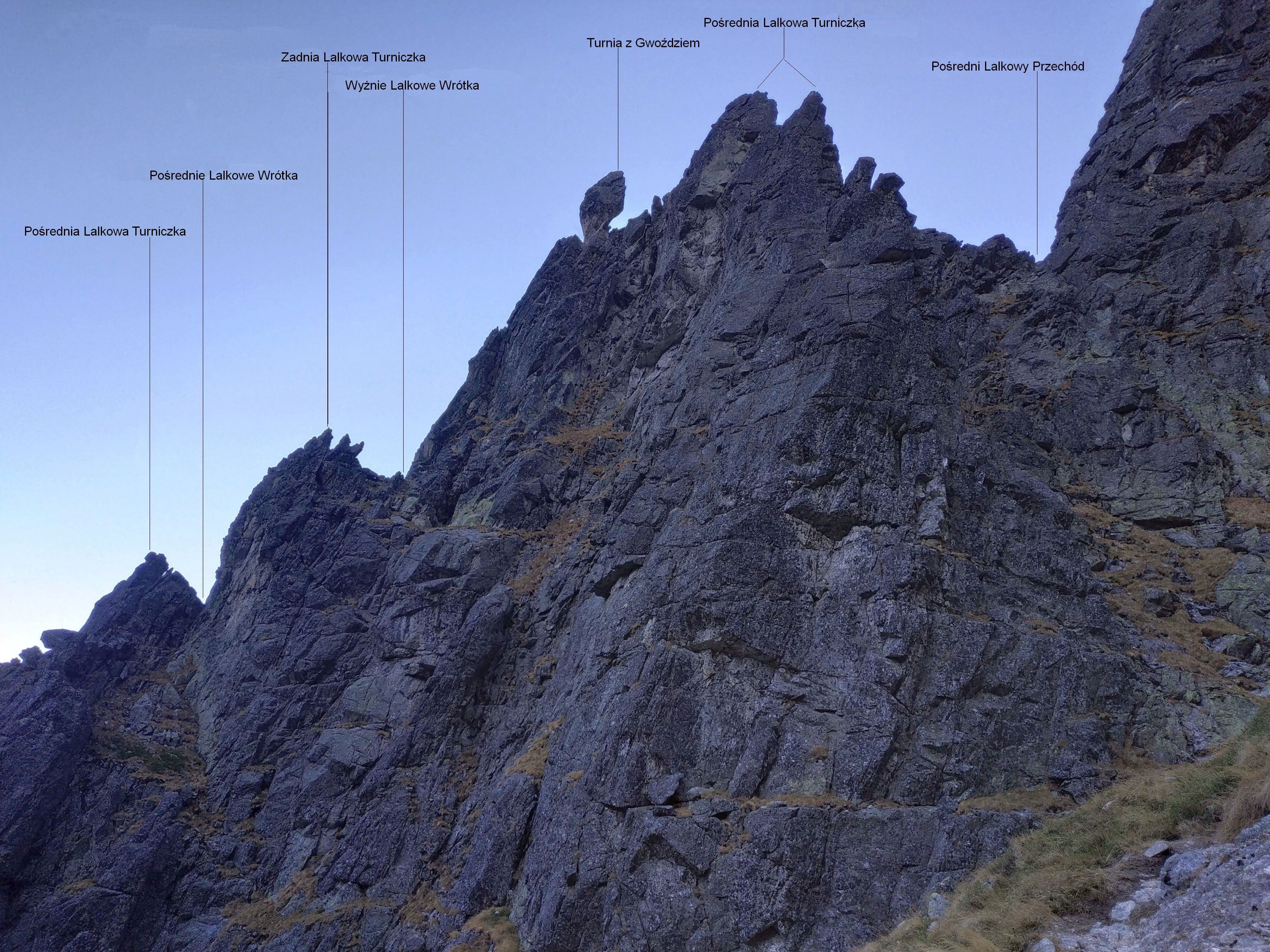

Pośrednia Lalkowa Turniczka (niem. Mittleres Puppentürmchen, słow. Prostredná lalková vežička, węg. Középső-Békásbabai-tornyocska) – turniczka w południowo-zachodniej, opadającej do Czarnostawiańskiego Kotła grani Żabiego Mnicha w Tatrach Polskich. Znajduje się pomiędzy Niżnim Lalkowym Przechodem i Lalkową Szczerbiną. Są to dwa skalne bloki o wysokości około 5 m. Obydwa są niemal identycznej wysokości. Wejście z Lalkowej Szczerbiny na szczyt wschodniego z bloków to II w skali tatrzańskiej. W drugim skalnym bloku, przez taterników zwanym „Turnią z Gwoździem” jest szczelina z zamontowanymi w niej trzema gwoździami.
Południowo-zachodnia grań Żabiego Mnicha udostępniona jest do wspinaczki skalnej i jest to jeden z najbardziej popularnych rejonów wspinaczkowych nad Morskim Okiem. Obok Niżniej Lalkowej Turniczki (przez Lalkową Szczerbinę) prowadzi droga wspinaczkowa Południowo-zachodnią granią Żabiego Mnicha. Zaczyna się przy rozdrożu wydeptanych przez taterników ścieżek poniżej Niżniego Lalkowego Przechodu. Czas przejścia na Wyżnią Białczańską Przełęcz 3 godz., trudność V w skali tatrzańskiej.
Autorem nazwy turniczki jest Władysław Cywiński.

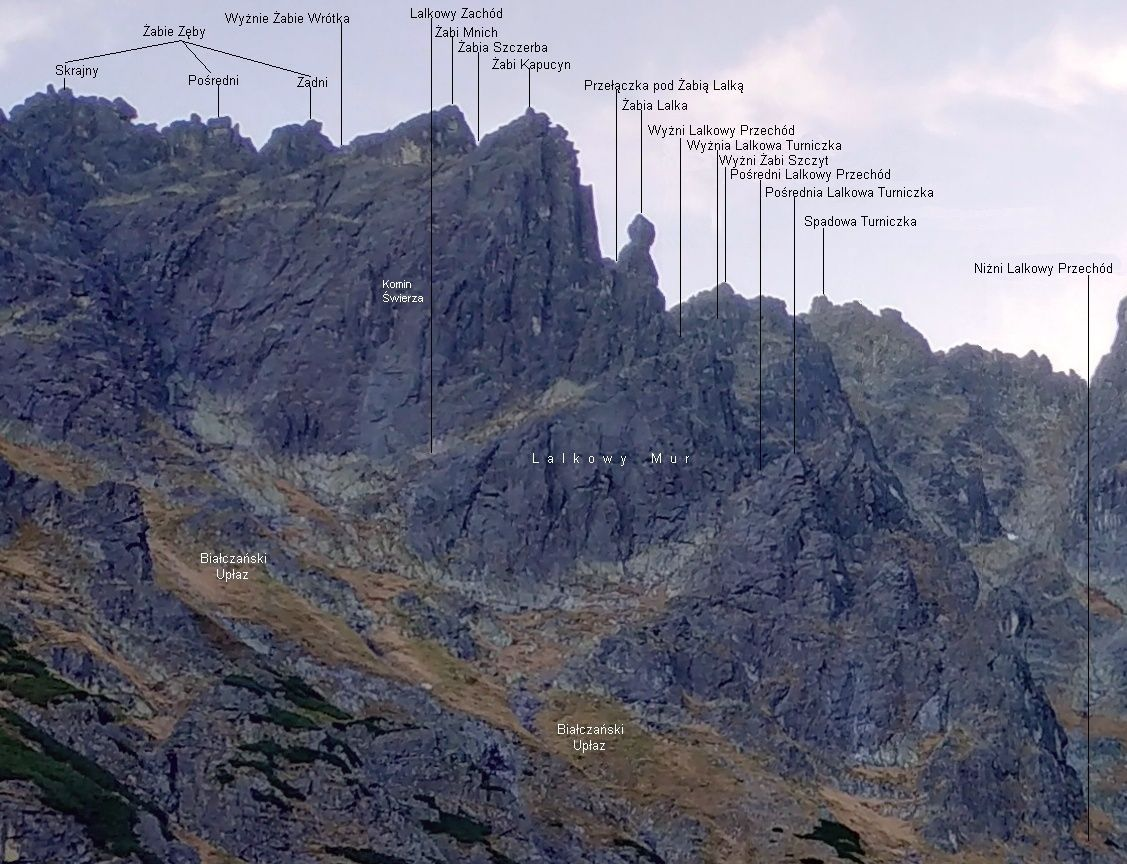
Widok od północy